# Aktywizm polityczny
Aktywizm polityczny lub społeczny (łac. activus – czynny, działający) – postawa reprezentowana przez jednostki dążące do wywołania określonych zmian społecznych, politycznych, ekonomicznych i w środowisku naturalnym.
Aktywizm polityczny służy często do organizacji różnych form protestu, takich jak pisanie listów do gazet i polityków, kampanie polityczne, bojkot określonych przedsiębiorstw, wiece, demonstracje, strajk, po akcje głodowe.
Niektórzy aktywiści starają się bezpośrednio przekonywać ludzi do zmiany swoich zachowań, zamiast przekonywać władze publiczne do wprowadzania zmian prawnych. Formą takiego aktywizmu jest ruch spółdzielczy, który dąży do stworzenia nowych instytucji opartych na zasadach współpracy i na ogół unika lobbingu i protestów politycznych.
Aktywizm może posiadać cechy kampanii reklamowej, szczególnie marketingu partyzanckiego, mającego jednak inny cel.

## Przykłady działań
- Obywatelskie nieposłuszeństwo
- Ruch spółdzielczy
- Bojkot
- Weganizm
- Lobby
- Culture jamming
- Kampania wyborcza
- Propaganda
- Demonstracja
- Akcja bezpośrednia
- Protest song
- Strajk
- Slacktywizm
- Artywizm
- Haktywizm